# Эрнст, Фёдор Фёдорович
Фёдор Фёдорович Эрнст (наст. фам. Эрнест; 1871—1939) — оперный певец (тенор), режиссёр и педагог.

## Биография
Родился в Казани в дворянской семье.
В 1893—1898 — студент юридического факультета Казанского университета.
Одновременно брал уроки музыки, пению обучался у Ю. Закржевского. И там же, в Казани, начал артистическую деятельность, выступая на оперных площадках в 1898 и 1900 гг.
Затем продолжил выступления в других городах.
1900—1901 — в антрепризе М. Бородая выступал в Саратове.
1900—1902 — в Тифлисе.
1902—1905 — в Киеве.
1905 — 1911 — в Москве (Опера С. Зимина и в Новом театре, антреприза С. Зимина).
В 1911 году был принят солистом в московский императорский Большой театр, где одновременно через несколько лет, уже в советском национализированном театре, в 1918—1929 гг. состоял также режиссёром Большого театра.
В 1914 году гастролировал в Лондоне в составе Русской оперной труппы С. Дягилева (театр «Друри-Лейн»).
Записал 3 произведения на грампластинки.
Пел п/у Е. И. Буке, Н. С. Голованова, М. Б. Домашевича, М. М. Ипполитова-Иванова, Э. А. Купера, Дж. Пагани, И. О. Палицына, В. И. Сука, Н. Фёдорова, Г. Шейдлера.
Большое место в работе певца занимала педагогическая работа. Он преподавал:
- 1912—1923 — Оперная студия А. Шпигеля (педагог по сценическому искусству)
- 1926—1929 — ГИТИС (педагог по сценическому искусству и режиссуре)
- 1929—1935 — Государственный музыкальный политехникум
- с 1935 — режиссёр оперного класса в Московской консерватории

Пружанский А. М.  писал о Ф. Эрнсте: «Обладал ярким комедийным дарованием, был одним из лучших исполнителей характерных партий» и привел слова В. А. Лосского о нём, что тот был «автором целой галереи ярчайших типов и образов» (Владимир Аполлонович Лосский: Мемуары. Статьи и речи. Воспоминания о Лосском. — М., 1959. С. 154).
Похоронен на Введенском кладбище (12 уч.).

## Оперные партии
За 30 лет сценической деятельности исполнил 140 партий в 97 операх. Среди них:
- 1899 — «Садко» Н. Римского-Корсакова — Индийский гость,
- 1901 — «Золушка» Ж. Массне — Декан,
- 1903 — «Русалка» А. Даргомыжского — Князь (Киев; в 1911 исполнил эту же партию экспромтом, заменив заболевшего Л. В. Собинова[1]),
- 1906 — «Поэт Клеман Маро»  А. Мессаже — ?,
- 1908 — «Скоморох» П. Бларамберга — Грегори (первый исполнитель),
- 1908 — «Царь и плотник» А. Лортцинга — Петр Иванов,
- 21 декабря 1908 — «Женитьба» М. Мусоргского — Кочкарев (первый исполнитель; концертное исполнение, Кружок любителей русской музыки, Москва[4]),
- 1909 — «Золотой петушок» Н. Римского-Корсакова — Гвидон (Опера Зимина, первый исполнитель), позже Звездочет,
- 1909 — «Нюрнбергские мейстерзингеры» Р. Вагнера — Давид,
- 1910 — «Измена» М. Ипполитова-Иванова — Бессо (первый исполнитель; Оперный театр Зимина[5]),
- 1913 — «Сказка о царе Салтане» Н. Римского-Корсакова — Старый дед (впервые в Большом театре),
- 1916 — «Оле из Нордланда» М. Ипполитова-Иванова — 1-й ночной сторож (первый исполнитель),
- 1916 — «Царская невеста» Н. Римского-Корсакова — Бомелий (впервые в Большом театре),
- «Снегурочка» Н. Римского-Корсакова — Бобыль-Бакула,
- «Хованщина» М. Мусоргского — Подьячий,
- «Борис Годунов» М. Мусоргского — Мисаил и Князь Василий Шуйский,
- «Князь Игорь» А. Бородина — Ерошка,
- «Запорожец за Дунаем» С. Гулак-Артемовского — Селих-Ага,
- «Кащей бессмертный» Н. Римского-Корсакова — Кащей бессмертный,
- «Майская ночь» Н. Римского-Корсакова — Винокур,
- «Кармен» Ж. Бизе — Ремендадо,
- «Миньон» А. Тома — Лаэрт,
- «Дон Кихот» Ж. Массне — Родригес,
- «Богема» Дж. Пуччини — Рудольф,
- 1918 — «Золото Рейна» Р. Вагнера — Миме,
- 1923 — «Паяцы» Р. Леонкавалло — Беппо,
- 1925 — «Декабристы» В. Золотарева — Пьяный (один из первых исполнителей, чередовался с В. Л. Книппер-Нардовым[1]),
- 1925 — «Сорочинская ярмарка» М. Мусоргского; ред. и инструментовка Ю. Сахновского — 1-й гость,
- 1925 — «Степан Разин» П. Триодина — Прозоровский.

Партнёры: И. А. Алчевский, К. Е. Антарова, Л. Балановская, В. В. Барсова, А. П. Боначич, А. И. Добровольская, К. Д. Запорожец, Н. Е. Калиновская-Доктор, Е. К. Катульская, Е. Г. Ковелькова, М. С. Куржиямский, В. А. Лосский, А. К. Минеев, А. В. Нежданова, Н. А. Обухова, Н. Н. Озеров, П. С. Оленин, О. Р. Павлова, Ф. В. Павловский, Н. А. Папаян, В. Р. Петров, В. М. Политковский, Л. Ф. Савранский, Л. В. Собинов, Н. И. Сперанский, П. Тихонов, Е. Я. Цветкова, П. И. Цесевич, Ф. И. Шаляпин.

## Режиссёрская работа
В 1918—1929 гг. в качестве режиссёра поставил на сцене московского Большого театра:
- 1918 — «Дубровский» Э. Направника
- 1924 — «Трильби» А. Юрасовского (впервые в Большом театре)
- 1927 — «Фленго» В. Цыбина
- «Богема» Дж. Пуччини
- «Ромео и Джульетта» Ш. Гуно
- «Риголетто» Дж. Верди.